# スピナックス (潜水艦)
|           |                                                                         |
| 艦歴      |                                                                         |
| 発注:     |                                                                         |
| 起工:     | 1945年5月14日                                                           |
| 進水:     | 1945年11月25日                                                          |
| 就役:     | 1946年9月20日                                                           |
| 退役:     | 1969年10月11日                                                          |
| その後:   | スクラップとして売却                                                    |
| 除籍:     | 1969年10月11日                                                          |
| 性能諸元  |                                                                         |
| 排水量:   | 1,570トン（水上）、 2,415トン（水中）                                   |
| 全長:     | 311 ft 8 in                                                             |
| 全幅:     | 27 ft 3 in                                                              |
| 吃水:     | 15 ft 5 in                                                              |
| 機関:     | フェアバンクス＝モース ディーゼルエンジン エリオット・モーター発電機4基 |
| 最大速:   | 20ノット（水上） 9ノット（水中）                                        |
| 航続距離: | 11,000カイリ（10ノット時） （19 km/h 時に 20,000 km）                   |
| 試験深度: | 400ft (120m)                                                            |
| 乗員:     | 士官、兵員81名                                                          |
| 兵装:     | 5インチ砲1門、40mm砲1門、 21インチ魚雷発射管10門                        |

スピナックス (USS Spinax, SS-489) は、アメリカ海軍の潜水艦。テンチ級潜水艦の一隻。艦名は小型のサメの一種クロハラカラスザメの学名(種小名)に因んで命名された。

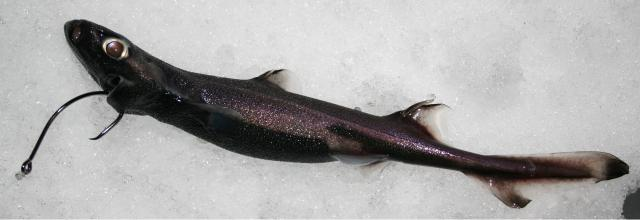
クロハラカラスザメ（学名Etmopterus spinax(Linnaeus, 1758)）

## 艦歴
スピナックスは1945年5月14日にメイン州キタリーのポーツマス海軍造船所で起工した。1945年11月25日にトム・C・クラーク夫人によって命名、進水し、1946年9月20日に艦長A・R・ファウスト中佐の指揮下就役する。
就役後は11月15日にコネチカット州ニューロンドンに移動し、大西洋艦隊潜水艦部隊に配属される。1946年12月15日、カリブ海へ向けて出航し整調巡航を行い、1947年1月28日に完了した。ニューロンドンに帰還、11月まで沿岸での作戦活動に従事、北はラブラドール地方、北極圏までの巡航を行った。1948年1月に艦種変更が行われ、船体番号は SSR-489 （レーダー哨戒潜水艦）に変更された。同年前半はカリブ海で活動し、5月にオーバーホールのためポーツマス海軍造船所に帰還した。作業は10月に完了し、新型レーダーおよび通信機材が装備され、後部魚雷発射管の撤去および前部魚雷発射管2門の廃止、シュノーケルの追加、戦闘指揮所の設置が行われた。改修後スピナックスはレーダー哨戒駆逐艦と同様の能力を持つこととなった。
スピナックスは1949年1月3日から3月3日まで、戦後初の第6艦隊潜水艦部隊の1隻として地中海に展開した。ニューロンドンへ帰還すると、バージニア州ノーフォークを拠点とする第6潜水戦隊に配属されたが、第一次世界大戦以来初めて同地を拠点とする潜水艦であった。東海岸沿いに作戦活動に従事し、1950年1月6日から5月23日まで再び第6艦隊と共に地中海に展開する。スピナックスはノーフォークに帰還し、6月12日に西海岸へ転属となる。
6月29日にカリフォルニア州サンディエゴに到着すると、スピナックスはオーバーホールのためサンフランシスコ海軍造船所に入渠した。その後1951年8月17日から10月16日まで真珠湾へ巡航し、サンディエゴに帰還した。1952年1月1日に第53潜水艦隊に配属され、通常の任務を再開した。4月にメア・アイランド海軍造船所でオーバーホールに入り、作業が完了すると8月7日にサンディエゴに帰還した。
スピナックスはサンディエゴを拠点として活動し、1954年11月1日に極東へ向けて出航する。スピナックスは第7艦隊と共に活動し、フィリピン、香港、台湾、日本を訪問した後1955年5月7日にサンディエゴに帰還した。1956年6月から10月までメア・アイランド海軍造船所でオーバーホールを行い、サンディエゴで回復訓練を行った後任務に復帰した。その後1957年1月4日から7月1日まで、および1958年7月3日から12月16日まで太平洋西部に展開した。
対潜水艦戦闘の開発に伴い、スピナックスはフリート・シュノーケル改修が行われることとなった。改修作業は1959年4月13日から9月11日までメア・アイランド海軍造船所で行われた。探索および火器管制レーダー以外の全てのレーダーが撤去され、通信設備は通常の潜水艦と同様のものに変更された。また、戦闘指揮所は乗員の居室に変更された。新型のソナーと火器管制装置が装備され、船体の改良も行われた。8月15日に SS-489 （攻撃型潜水艦）に再び艦種変更された。改修が完了するとスピナックスは1960年の前半まで回復訓練および沿岸での作戦活動に従事した。
1960年5月3日にサンディエゴを出航したスピナックスは第7艦隊と共に西太平洋に展開し、11月3日に母港に帰還した。その後1962年6月27日から12月17日、1965年8月18日から1966年3月15日、1967年1月6日から6月25日、1969年2月から8月13日の4度の極東における配備期間を除いて、スピナックスの西海岸における活動が中断されたのは定時のオーバーホールによるもののみであった。
1969年9月、老朽化したスピナックスはもはや任務に適さないと判断され、1969年10月11日に退役、同日除籍された。スピナックスの船体は1972年6月13日にジデル・エクスプロレーション社に売却され、スクラップとして廃棄された。